# قانون الجنسية الفرنسية

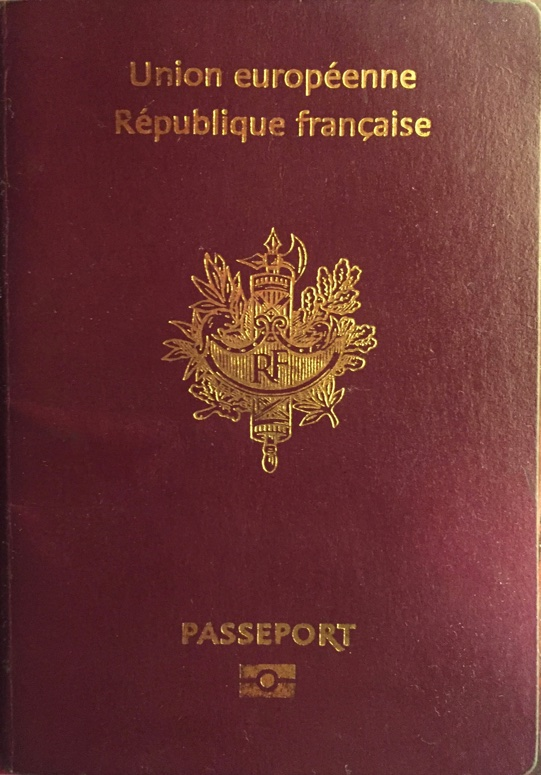

الجنسية الفرنسية هي سمة قانونية للشخص الذي يخضع أصحابه للقانون المدني ودستور الجمهورية الفرنسية وخاصة ديباجته (إعلان حقوق المواطن لعام 1789) للحقوق المدنية أو السياسية. يرتبط مفهوم الجنسية الفرنسية بمفهوم المواطنة الفرنسية.
في فرنسا، أعيد إدخال قواعد تحديد الجنسية الفرنسية، الواردة في القانون المدني. بين 1804 و1944 ، وفي قانون الجنسية من عام 1945 في عام 1993 في القانون المدني، والتي تشكل منها اللقب الأول مكرر الكتاب الأول عن الاشخاص (المواد 17 إلى 33-2). ومع ذلك، لا تنطبق هذه القواعد إلا في حالة عدم وجود معاهدات أو اتفاقيات دولية محددة (المادة 17).

من المهم التمييز بين إسناد الجنسية الفرنسية للأصل وبين اكتسابها لاحقًا.
المولودين في فرنسا، من ناحية، الأطفال المولودين لوالد فرنسي واحد على الأقل (حق الدم، المادة 18)، ومن ناحية أخرى، المولودون في فرنسا لوالد واحد على الأقل مولود - حتى في فرنسا أو الجزائر قبل 3 تموز (يوليو) 1962 (ضعف حق الأرض، المادة 19-3).
في تطبيق التشريع الناتج عن قانون 16 مارس 1998، يمكننا التمييز بين ثلاثة طرق لاكتساب الجنسية الفرنسية:
- اكتساب تلقائي.
- اكتساب بإعلان من الشخص المعني.
- اكتساب القرار التقديري للسلطة العامة في مرسوم.

بالإضافة إلى إجراءات الاستحواذ، هناك إجراءات مماثلة لإعادة الجنسية الفرنسية إلى الأشخاص الذين يثبت أنهم حصلوا على هذه الجنسية (مثل الجزائريين المولودين في الجزائر الفرنسية قبل 3 يوليو 1962).

## الجنسية عن طريق النسب
عن طريق النسب، الطفل الذي واحد على الأقل من الوالدين فرنسي. إنه حق الدم. الطفل من أب فرنسي وأم فرنسية اعتبر فرنسي منذ عام 1804، حتى لو ولد في الخارج. طفل من أم فرنسية وأب أجنبي اعتبر فرنسي منذ عام 1927 إذا وُلد في فرنسا ومنذ عام 1945 إذا وُلد في الخارج.
الفرنسي هو الطفل المولود في فرنسا إذا كان:
- الأبوان مجهولان[4] ؛
- الأبوان عديما الجنسية [5]؛
- الآباء الأجانب الذين لا تسمح قوانين الجنسية الأجنبية لهم بأي حال من الأحوال بنقل جنسية أحد الوالدين؛
- عندما يولد أحد والديه على الأقل في فرنسا[6]؛

## الجنسية عن طريق الاكتساب

### اكتساب تلقائي
يكتسب الأشخاص المولودون في فرنسا لأبوين أجانب الجنسية الفرنسية تلقائيًا عندما يصلون لسن 18، بشرط أن يكونوا مقيمين في فرنسا عندما يبلغون سن 18 عامًا منذ سن 11 علي الاقل (لمدة لا تقل عن 5 سنوات). هذا الإجراء للحصول على الجنسية ساري المفعول منذ عام 1889 (حق الأرض)، مع التعديل الوحيد لعام 1993 (قانون باسكوا -1998 (قانون غيغو). ومع ذلك، فإن القانون يترك للمستفيدين من حق الأرض رفض الجنسية الفرنسية بين سن 17 سنة ونصف و19 سنة.

### الاكتساب بالإعلان
قد يحصل بعض الأشخاص على الجنسية الفرنسية عن طريق الإعلان في محكمة المقاطعة. يتعلق هذا بشكل أساسي بالأشخاص المولودين في فرنسا لأبوين أجانب والمتزوجيين من فرنسيين. تُمنح الجنسية عند الطلب إذا تم استيفاء الشروط المنصوص عليها في القانون.
- للأشخاص المتبنين (المادة 21-12 من القانون المدني)؛
- القصر الأجانب في رعاية الأطفال الذين يتعين عليهم إصدار إعلان الجنسية هذا قبل الحصول على أغلبية مدنية (المواد 21-12 وما يليها)؛
- للأطفال القاصرين المولودين في فرنسا لأبوين أجانب، من سن الثالثة عشرة أو السادسة عشرة، إذا كانوا، وقت إعلانهم، قد أقاموا في فرنسا وإذا كانوا يقيمون في فرنسا لفترة اعتيادية مستمرة أو غير مستمر لمدة خمس سنوات على الأقل منذ سن الحادية عشرة (ثماني سنوات إذا كان الإعلان قد صدر ما بين 13 و16 عامًا) (المواد 21-11 من القانون المدني).
- للأشخاص المتزوجين من شخص فرنسي (المادة 21-2 من القانون المدني 41)، بشرط ألا تتوقف الحياة بين الزوجين وأن يكون لدى الزوج الأجنبي معرفة كافية باللغة الفرنسية. الحد الأدنى لمدة الزواج هو عادة أربع سنوات، ولكن هذه الفترة تمتد إلى خمس سنوات إذا لم يكن الزوج الأجنبي قد أقام في فرنسا لمدة ثلاث سنوات على الأقل من تاريخ الزواج.
- للأشخاص الذين تمتعوا بالجنسية الفرنسية بحيازة وثائق فرنسية [7] لأكثر من عشر سنوات ولمن فقدوا الجنسية الفرنسية بموجب المادتين 23-6 و30-3 من القانون المدني (المادة 21-12 وما يليها).

### الاكتساب بمرسوم
يتم الحصول على الجنسية من خلال "مرسوم التجنس". هذا الإجراء مخصص للأجانب البالغين، الذين يقيمون عادة في الأراضي الفرنسية لمدة خمس سنوات على الأقل، وهي فترة يمكن تخفيضها في بعض الحالات (دراسات في مؤسسة فرنسية، "خدمات مهمة تقدم إلى فرنسا"). منذ قانون 26 نوفمبر 2003 المتعلق بمراقبة الهجرة، وإقامة الأجانب في فرنسا والجنسية، يرى مرشح التجنس أن "استيعابه للمجتمع الفرنسي" تم تقييمه في مقابلة فردية. استبدل المرسوم رقم 2011-1265 المؤرخ 11 أكتوبر 2011 المقابلة الفردية لمعرفة اللغة الفرنسية عن طريق إنتاج درجة اللغة الفرنسية (DELF) في المستوى ب1. يتم إعفاء طالبي التجنس الذين تزيد أعمارهم عن 65 عامًا من إنتاج هذه الشهادة. منذ عام 2011، تنص المادة 21-24 من القانون المدني على أنه "لا يجوز تجنس أي شخص إذا لم يبرر استيعابه للمجتمع الفرنسي، لا سيما بمعرفة كافية، وفقًا لحالته، للغة ولغة تاريخ فرنسا وثقافتها ومجتمعها، حيث يتم تحديد مستوى وطرق التقييم بموجب مرسوم من المجلس، والحقوق والواجبات التي تمنحها الجنسية الفرنسية والالتزام بالمبادئ والمبادئ القيم الأساسية للجمهورية.
بعد مراقبة ستيعابه، يوقع الطرف المعني ميثاق حقوق وواجبات المواطن الفرنسي. يشير هذا الميثاق، الذي تمت الموافقة عليه بمرسوم من مجلس العموم، إلى مبادئ الجمهورية الفرنسية وقيمها ورموزها.

## إثبات الجنسية
في مواجهة الإدارة، يقع عبء إثبات حيازة الجنسية الفرنسية على عاتق الشخص دائمًا، ما لم يكن لديه شهادة الجنسية الفرنسية التي تكون أصلية حتى صدور قرار قضائي بخلاف ذلك (المواد 3075 31-276 من القانون المدني). تصدر هذه الشهادة من قبل سلطة قضائية: كبير الموظفين أو رئيس محكمة المقاطعة المختصة إقليميا. لا يمكن الطعن فيه إلا بحكم محكمة من نفس المستوى.
وفقًا لما ذكره موريس ماسشينو في عام 2002، قد يُطلب من الأشخاص الذين يحملون نسبا أجنبيًا أو الذين ولدوا في الخارج، عند تجديد وثائق الهوية، تقديم شهادة الجنسية الفرنسية. قد يكون إصدارها طويلًا، والذي يعتبر «تمييزيًا» بالنسبة للمخرج الوثائقي دانييل كارلين أو رابطة حقوق الإنسان التي أطلقت عريضة في عام 2010 لإلغاء المرسوم المؤرخ 30 ديسمبر 2005.
بالنسبة لمعظم الإجراءات الإدارية، فإن بطاقة الهوية تكفي لتبرير حيازة الجنسية الفرنسية.